# Letiště Växjö-Kronoberg
Letiště Växjö-Kronoberg (IATA: VXO, ICAO: ESMX), označované jako letiště Växjö Småland, je letiště v kraji Kronoberg ve Švédsku. Letiště se nachází asi 10 kilometrů severozápadně od centra města Växjö. Letiště je ve vlastnictví kraje Kronoberg a obce Växjö. Malý podíl vlastní obec Alvesta.

## Historie
Plánované lety z Växjö začaly létat kolem roku 1960 z letecké základny Uråsa, která leží 20 km jižně od Växjö. Bylo však zapotřebí většího letiště, jež bylo na současném místě vystavěno v roce 1975.
Lety létaly od začátku hlavně do Stockholmu. Po roce 2007 se mezinárodní provoz výrazně zvýšil s příchodem nízkonákladových leteckých společností, jako jsou Ryanair a Wizz Air. Zvýšil se také počet charterových letů do jižní Evropy.
V roce 2020 byly lety do Stockholmu zrušeny kvůli pandemii covidu-19, ale v srpnu 2021 byly obnoveny. Alternativní cestou do Stockholmu je jízda vlakem z Alvesty, která leží 20 km západně od Växjö (3½ hodiny) nebo let z Kalmaru, nejbližšího letiště s pravidelnými lety do Stockholmu.

## Letecké společnosti a destinace
Následující letecké společnosti provozují pravidelné a charterové lety na letiště Växjö-Kronoberg:
| Letecké společnosti             | Destinace                                                                                     |
| ------------------------------- | --------------------------------------------------------------------------------------------- |
| BRA Braathens Regional Airlines | Stockholm–Bromma                                                                              |
| Norwegian Air Shuttle           | Sezónní: Alicante (začíná 2. května 2024), Málaga, Palma de Mallorca (začíná 22. června 2024) |
| Ryanair                         | Sezónní: Alicante, Gdaňsk, Zadar                                                              |
| Sunclass Airlines               | Sezónní charterové: Larnaka, Rhodos                                                           |
| TUI fly Nordic                  | Sezónní charterové: Gran Canaria                                                              |